# Maria Bigoszewska
Maria Bigoszewska (ur. 30 września 1951 w Gnieźnie) – polska poetka.
Absolwentka filologii polskiej oraz Wyższego Studium Scenariuszowego PWSFTViT w Łodzi. Dziennikarka, felietonistka, autorka słuchowisk radiowych. Publicystka m.in. tygodnika Kultura, gdzie prowadziła dział poezji i miesięcznika Magazyn Rodzinny. Redaktorka Głosu Wolnego, gazety wydawanej podczas I Zjazdu delegatów Solidarności w gdańskiej Oliwii. Debiutowała w 1976 w telewizyjnym programie poetyckim. Dwie pierwsze książki – Prawą i lewą stronę świata oraz Gołębia – ogłosiła jako Bigoszewska-Juruś. Należy do Stowarzyszenia Pisarzy Polskich. Mieszka w Warszawie. Córka Marii Janiny, odznaczonej Medalem Sprawiedliwej wśród Narodów Świata i Kazimierza, uczestnika wojny polsko-bolszewickiej w 1920, żołnierza Bitwy Warszawskiej, jeńca oflagów w Woldenbergu i Sandbostel. Jego bratem był Mieczysław Bigoszewski, podpułkownik kawalerii Wojska Polskiego.

## Twórczość

### Poezja
- Prawa i lewa strona świata, LSW, Warszawa 1979
- Zmowa, Wyd. Dolnośląskie, Wrocław 1991
- Ciało niepewne, Tikkun, Warszawa 1994
- Jeden pokój, Wydawnictwo FORMA, Szczecin 2015, ISBN 978-83-6497-404-5
- Wołam cię po imieniu, Wydawnictwo FORMA, Szczecin 2017, ISBN 978-83-65778-04-8

### Proza
- Gołąb, KAW, Warszawa 1983
- Bezpieczny Tarot, Studio Astropsychologii, wyd. I i II Białystok 2011, ISBN 978-83-7377-444-5

### Antologie
- Noc miłosna. Eros w poezji polskiej (pod redakcją Marka Wawrzkiewicza), Książka i Wiedza, Warszawa 1998, ISBN 83-05-13007-X
- Ambers aglow: an anthology of polish women's poetry (1981–1995), (redakcja Regina Grol), Austin, Texas, Host Publications, Inc. 1996, ISBN 0-924047-15-1

## Nagrody i nominacje
- 1992 – nagroda Polskiego Towarzystwa Wydawców Książek za tom Zmowa
- 1993 – nagroda Fundacji Kultury za tom Ciało niepewne
- 1994 – nominacja do Paszportu Polityki za tom Ciało niepewne
- 2016 – nominacja do Nagrody Literackiej Gdynia za tom Jeden pokój[1]
- 2017 – Nagroda Literacka m.st. Warszawy za tom Wołam cię po imieniu[2]
- 2022 – nominacja do Nagrody Poetyckiej im. Kazimierza Hoffmana za tom Złodziejska kieszeń[3]